# Шаблонен метод (шаблон)
Шаблонен метод (на английски: Template method) е поведенчески шаблон за дизайн, който се използва в обектно-ориентираното програмиране.